# Die Flut – Tod am Deich
Die Flut – Tod am Deich (Arbeitstitel Hauke Haiens Tod) ist ein deutscher Fernsehfilm aus dem Jahr 2023 von Regisseur Andreas Prochaska  mit Philine Schmölzer und Anton Spieker. Das Drehbuch von Daniela Baumgärtl und Constantin Lieb basiert auf dem 2001 veröffentlichten Roman Hauke Haiens Tod von Andrea Paluch und Robert Habeck nach der Novelle Der Schimmelreiter von Theodor Storm. Die Produktion wurde am 30. September 2023 am Filmfest Hamburg gezeigt.

## Handlung
Iven ist ein Hofarbeiter, der nach einer Sturmflutnacht an der Nordseeküste im Dorf Stegebüll 2007 die autistische kleine Wienke Haien nach Hamburg bringt und sie vor einem Kinderheim absetzt. Iven selbst endet als Türsteher in St. Pauli. Wienke ist die Tochter des Deichgrafen Hauke Haien und dessen Frau Elke, aus ihrer Familie hatte nur sie die Flut überlebt. Laut Zeitungsbericht ertranken bei der Sturmflut am 13. November 2007 insgesamt zwölf Menschen.
Fünfzehn Jahre später taucht Wienke, die im Heim Elisabeth Schmidt genannt wird, wieder bei Iven auf, nachdem sie ihn in einem Fernsehbericht zufällig entdeckt und an der Stimme wiedererkannt hatte, und möchte mehr über ihre Herkunft erfahren. Hauke Haiens Ziehsohn Iven soll sie nach Stegebüll begleiten. Aus Geldnot lässt sich der vorbestrafte Iven auf den Auftrag ein, obwohl er ahnt, welche Ablehnung ihn und Wienke bei der Rückkehr erwarten wird.
Tatsächlich ist der damalige Bürgermeister Ole Peters über die Ankunft der Tochter seines damaligen Widersachers wenig erfreut. Mittlerweile wurde Stegebüll eingemeindet, sodass es keinen eigenen Bürgermeister mehr gibt. Laut Tjark Niss vom Gasthof und Wellnesshotel Niss wäre Hauke ins Gefängnis gekommen, wenn er die Flut überlebt hätte, weil die von ihm errichtete Steuerung dem Druck nicht standgehalten hatte. Der Hof der Haiens wird mittlerweile von Ole Peters als nächstem überlebenden Verwandten bewohnt, nachdem Wienke damals für tot erklärt worden war.
In einer Rückblende erfährt man, dass Ivens Jugendschwarm, Oles Tochter Ann-Grethe, eine Affäre mit Hauke Haien hatte. Die 17-jährige Ann-Grethe war damals von Hauke schwanger, er zwang sie dazu, das Kind abzutreiben, Ann-Grethe hatte ihn dafür gehasst. Ole wusste darüber Bescheid. 
Während sich Wienke mit dem Postboten Sten anfreundet, kommen sich Ann-Grethe und Iven näher. Ein DNA-Abgleich bestätigt, dass es sich bei Elisabeth Schmidt und Wienke Haien um dieselbe Person handelt. Iven kann Ole daran hindern, sich mit einem Gewehr das Leben zu nehmen. Ole erzählt von der Flutnacht, wo er Ann-Grethe im Pumpwerk oberhalb des im Wasser treibenden Körpers von Hauke vorgefunden hatte. Sie hätten ihn vielleicht noch retten können, Ann-Grethe war allerdings hasserfüllt und Ole gibt an, dass er Angst vor ihr hatte. 
Von Tjark Niss erfährt Iven, dass Ann-Grethe Wienke zu einem Reitausflug abgeholt hatte. Ann-Grethe lässt Wienke alleine mitten im Wattenmeer stehen und reitet weg. Iven gelingt es, Wienke ausfindig zu machen und ans Ufer zurückzubringen. Elke Haien war in der Flutnacht nochmals zu ihrem Mann gefahren. Laut Ole war Haukes damalige technische Entwicklung noch nicht ausgereift, sei aber heute Standard.

## Produktion und Hintergrund
Die Dreharbeiten fanden an 27 Drehtagen vom 25. April bis zum 2. Juni 2022 in Schleswig-Holstein, Niedersachsen und Hamburg statt.
Produziert wurde der Film von der Nordfilm (Produzenten Kerstin Ramcke, Katinka Seidt und Wilfried Hauke) in Koproduktion mit der ARD Degeto in Zusammenarbeit mit dem Österreichischen Rundfunk, unterstützt wurde die Produktion von der nordmedia Film- und Mediengesellschaft Niedersachsen/Bremen.
Die Kamera führte Felix Novo de Oliveira, die Montage verantwortete Karin Hartusch und das Casting Deborah Congia, die Musik schrieb Karwan Marouf. Das Szenenbild gestalteten Claus Rudolf Amler und Astrid Poeschke, das Kostümbild Christine Ludwig, den Ton Matthias Richter und  Gini Bialluch und das Maskenbild Uta Spikermann, Grit Kosse und Belinda Kurras.
Die Musik wurde vom ORF Radio-Symphonieorchester Wien (RSO) eingespielt. Der Film endet mit dem Tocotronic-Song Ich möchte irgendwas für dich sein.

## Veröffentlichung
Die Produktion wurde am 30. September 2023 am Filmfest Hamburg gezeigt.
In der ARD Mediathek wurde der Film am 25. April 2024 veröffentlicht, die Erstausstrahlung im Ersten und im ORF war am 27. April 2024.

## Rezeption

### Kritiken
Tilmann P. Gangloff vergab auf tittelbach.tv 3,5 von 6 Sternen. Sehenswert sei der Film vor allem wegen Philine Schmölzer, deren Schauspiel ebenso preiswürdig sei wie die Bildgestaltung. Die Inszenierung habe jedoch Schwächen, dem Film komme zwischenzeitlich die innere Spannung abhanden, die Musik sei überraschend zurückhaltend.
Eric Leimann befand auf prisma.de, dass besonders Schimmelreiter-Kenner ihre Freude haben würden, es mache Spaß, zu vergleichen, wie die alten Figuren in neue Rollen und Erzählzusammenhänge gerückt werden. Auch das Spiel von Philine Schmölzer und Anton Spieker sei positiv hervorzuheben. Der Film sei in erster Linie ein interessantes Update des literarischen Stoffs, an die Klasse der Vorlage komme die doppelte Übersetzung des Storm-Werkes in Roman und TV-Film aber nicht heran.
Oliver Armknecht bewertete den Film auf film-rezensionen.de mit fünf von zehn Punkten. Dieser versuche sich an einer modernen Interpretation von Der Schimmelreiter, viel zu sagen habe das Drama dabei nicht. Dafür gebe es schicke Nordseebilder und ein engagiertes Ensemble.

### Quote
Bei der Erstausstrahlung am 27. April 2024 verfolgten in Deutschland insgesamt 4,12 Millionen Zuschauer die Filmhandlung, was einem Marktanteil von 17,8 Prozent für Das Erste entsprach.

## Auszeichnungen und Nominierungen
Filmfest Hamburg 2023
- Nominierung für den Hamburger Produzentenpreis für Deutsche Fernsehproduktionen (Kerstin Ramcke, Katinka Seidt und Wilfried Hauke)[1]
- Lobende Erwähnung der Jury[15]